# Тханьчи
Тханьчи (вьет. Thanh Trì) — уезд Вьетнама, один из семнадцати сельских уездов, входящих в состав Ханоя. Площадь — 63 км², население — 158,4 тыс. человек, административный центр — город Вандьен (вьет. Văn Điển).

## География
Уезд Тханьчи расположен на юг от центра Ханоя. На юге он граничит с уездом Тхыонгтин, на юго-западе — с уездом Тханьоай, на северо-западе — с районами Хадонг и Тханьсуан, на севере — с районом Хоангмай, на северо-востоке — с уездом Зялам, на юго-востоке — с провинцией Хынгйен. Восточную границу уезда составляет река Хонгха. В Тханьчи много озёр, болот, искусственных водоёмов и мелких речек, относящихся к бассейну Красной реки.

## Административное деление
В настоящее время в состав уезда Тханьчи входит один город (thị trấn) — Вандьен — и 15 сельских общин — Дайанг (вьет. Đại Áng), Донгми (вьет. Đông Mỹ), Зуенха (вьет. Duyên Hà), Хыухоа (вьет. Hữu Hòa), Льеннинь (вьет. Liên Ninh), Нгокхой (вьет. Ngọc Hồi), Нгухьеп (вьет. Ngũ Hiệp), Татханьоай (вьет. Tả Thanh Oai), Тамхьеп (вьет. Tam Hiệp), Танчьеу (вьет. Tân Triều), Тханьльет (вьет. Thanh Liệt), Тыхьеп (вьет. Tứ Hiệp), Ванфук (вьет. Vạn Phúc), Винькуинь (вьет. Vĩnh Quỳnh), Йенми (вьет. Yên Mỹ).

## Транспорт
По территории уезда Тханьчи проходит национальное шоссе № 1А, соединяющее Лангшон с Камау (в пределах Большого Ханоя соединяет центр Ханоя с провинцией Ханам). Параллельно шоссе пролегает главная железнодорожная линия Вьетнама, соединяющая Ханой и Хошимин. От этой линии отходит железная дорога, идущая в уезд Донгань. В Вандьене имеется железнодорожный вокзал. По реке Хонгха осуществляется оживлённое судоходство. В пределах уезда Тханьчи через реку нет ни одного моста, переправка на другой берег осуществляется с помощью лодок и небольших паромов.

## Экономика
В экономике уезда Тханьчи важное значение имеет сельское хозяйство, крестьяне поставляют на рынки Ханоя рис, кукурузу, овощи, фрукты, молочные продукты, свинину, мясо птицы и пресноводную рыбу. Среди промышленных предприятий выделяются завод прохладительных напитков компании Coca-Cola Vietnam в общине Нгокхой и фабрика матрасов и постельного белья компании Hanvico.

## Культура
В деревне Виньнинь общины Винькуинь проходит деревенский праздник Ба Тиа, посвящённый полководцу сестёр Чынг Чыонг Ты Ныонгу (фестиваль сопровождается соревнованиями по борьбе и шахматам, а также процессией, во время которой люди бьют в горшки и кастрюли на мосту). В общине Йензуен проводятся гонки на лодках, посвящённые божеству-покровителю Чан Кхат Тяну и королеве Ба Тюа. В деревне Дайлан (вьет. Đại Lan) общины Зуенха проходит местный праздник, посвящённый трём братьям-полководцам периода хунгвыонгов (Линь Хо, Минь Тьеу и Тя Мук) и сопровождаемый процессией, рыбными угощениями, борьбой, боями на палках и танцем с палками.

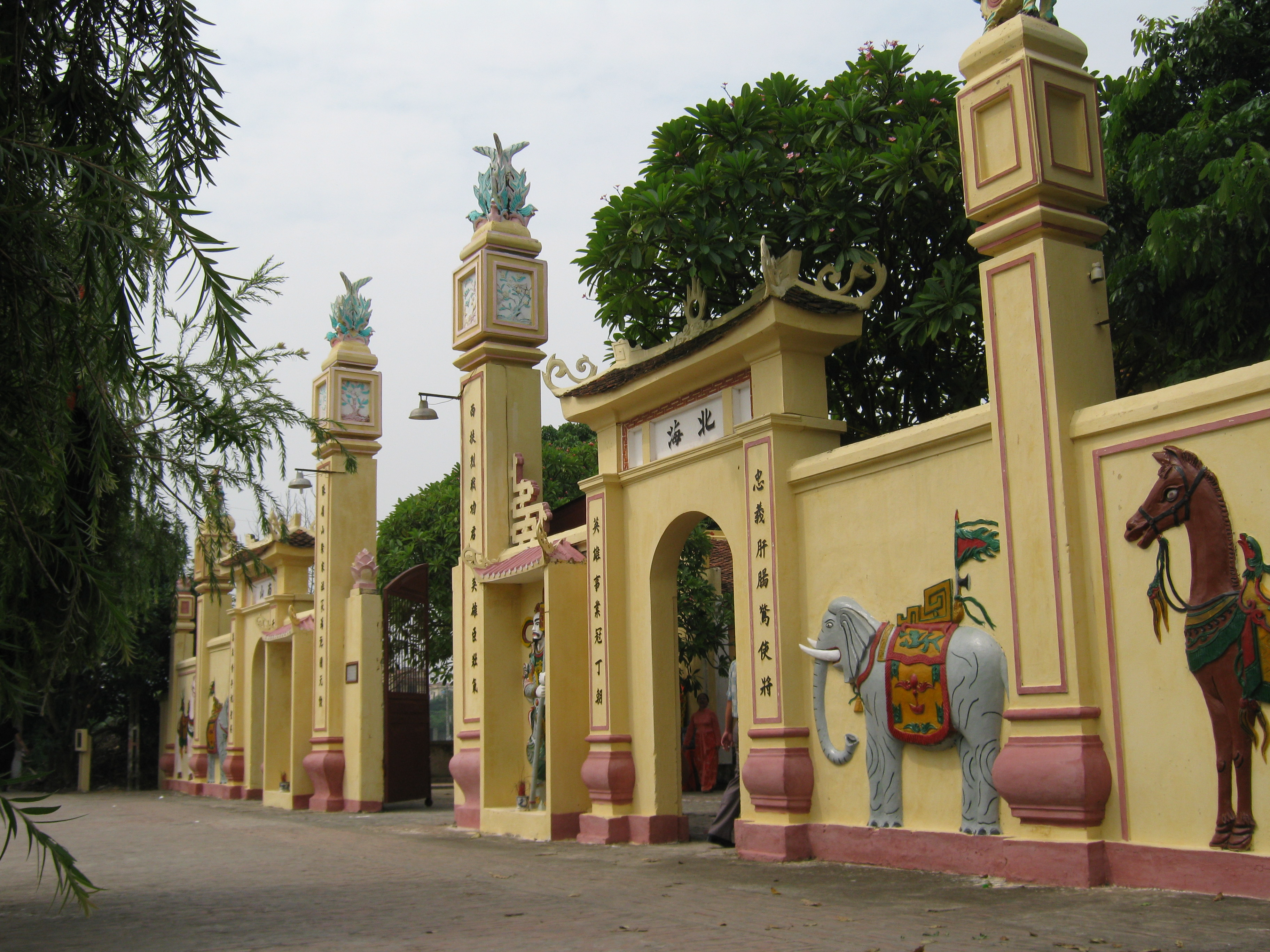
Ворота в общинный дом Базан

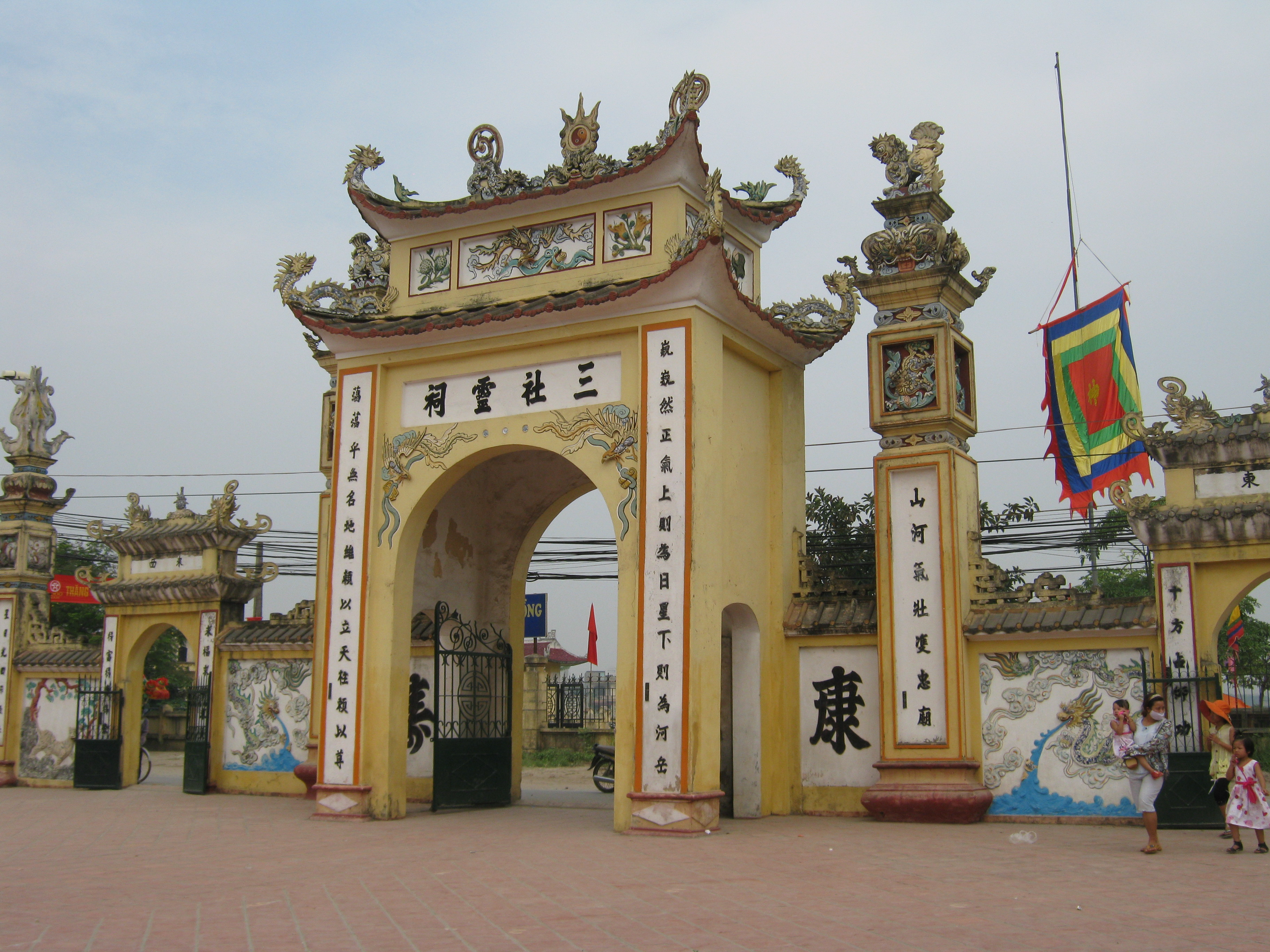
Ворота в общинный дом Базан

В общине Донгми проводится деревенский праздник Донгфу, посвящённый местному божеству-покровителю и сопровождаемый процессиями, а также другими различными религиозными церемониями и ритуалами. В деревне Татханьоай одноимённой общины проходит местный праздник, посвящённый госпоже До Хо и императору Ле Дай-ханю (сопровождается ночной процессией, игрой в шахматы, разбиванием горшков, ловлей уток и пением чонгкуан). В общине Тханьльет проводится местный праздник, посвящённый внешнему (Фам Ту) и внутреннему (Тю Ван Ан) общинным домам и сопровождаемый процессией паланкинов между этими домами, различными представлениями и церемониями, петушиными боями и игрой в шахматы.
В деревне Тхыонгфук (вьет. Thượng Phúc) общины Татханьоай проходит местный праздник, посвящённый принцу Ли Тхаму и дзэн-учителю Хо Ба Ламу (сопровождается гонками гребных лодок, конкурсом поваров, готовящих рис на пару, танцами и вечерним пением на лодках). В деревне Хыутханьоай проводится праздник То, посвящённый императору Ле Дай Ханю как божеству-покровителю данной местности (сопровождается жертвоприношениями в виде рисовых шариков, исполнением чонгкуана, конкурсом качу и гонкой гребных лодок).
В деревне Чьеукхук общины Танчьеу проходит местный праздник, посвящённый основательнице деревни из семьи Ву, которая обучила сельских жителей искусству вышивки (сопровождается танцем дракона и танцем с флагами). В общине Винькуинь проводится праздник деревни Виньнинь, посвящённый полководцу сестёр Чынг Нанг Тиа и сопровождаемый поклонением предкам, традиционной процессией и реконструкцией битвы.
Тханьчи широко известен своим блюдом банькуон (блинчики из тонкого рисового теста с начинкой из свинины или креветок, с добавлением специй, грибов и лука). Уроженцами уезда были конфуцианский учитель, врач и высокопоставленный мандарин династии Чан Тю Ван Ан (1292), видный чиновник и учёный Нго Тхи Ням (1746), политический и государственный деятель До Мыой (1917).

## Образование и наука
Перед началом Вьетнамской войны при помощи ПНР здесь была построена средняя школа имени Вьетнамо-польской дружбы. Во время бомбардировок Демократической Республики Вьетнам авиацией США эту школу бомбили трижды (2, 13 и 15 декабря 1966 года) и она была разрушена.
В уезде расположены Академия криптографической техники, кампус Ханойского открытого университета, кампус Университета транспортных технологий, Ханойский промышленный экономический колледж, Национальный ожоговый институт, Национальная эндокринологическая больница, Ханойская онкологическая больница, Главная сельскохозяйственная больница.